# 成田の花太郎
「成田の花太郎」は、1962年9月10日にビクターより発売された橋幸夫の26枚目のシングルである（VS-806）。

## 概要
- 「潮来笠」でデビューした橋幸夫は、多くの股旅ものを発表したが、特に初期に集中してリースされており、その大半は恩師にあたる作詞家佐伯孝夫、作曲家吉田正によって制作されたものである。本曲も両者による制作である。
- 楽曲制作のきっかけは、橋の楽曲の振り付けを担当していた花柳啓之が成田山新勝寺の信者であったことに起因している[2]。住職から花柳が頼まれた、一種のご当地ソングとなっている。
- 花柳は、橋のデビュー翌年のワンマンショー（国際劇場）の振付を担当して以来、楽曲、公演などの振付を担当していた[3]。
- 楽曲完成後は成田で発表会もおこなっている。[4]
- 本楽曲発売の前月に2枚のシングルをリリースし、本楽曲発売の10日後には「いつでも夢を」を発売したため、地味な印象があるが、それでも前月の2枚も含めビクターヒット賞を受賞している。なお、吉田正全集には未収録だが、佐伯孝夫全集6巻（LP盤、テープ版）には収録されている。
- c/wの「成田おどり」も佐伯孝夫、吉田正の作品である。
- 本作の続編として95枚目のシングル「花太郎笠（c/w 成田ばやし）」［1968/2/5発売、SV-672］が制作されている。歌詞にも「馬鹿を承知で二度目の旅」とでてくるが、こちらは和洋折衷で、エレキサウンドとなっており、本楽曲の曲調とは異なっている。

## 収録曲
1. 成田の花太郎
作詞：佐伯孝夫、作・編曲：吉田正
2. 成田おどり 
作詞：佐伯孝夫、作・編曲：吉田正

## 収録アルバム
- 初期のLP盤のアルバムに収録されているが、近年のCD盤のアルバムでの収録はない。
『唄う橋幸夫 颯爽股旅篇』[1964/1発売]LPモノラル、その他
- CD-BOXでの収録は以下のとおり。
『橋幸夫大全集』1993/9　Disc2